# آتیلای اخرایی
آتیلای اخرایی (نام علمی: Attila torridus) نام یک گونه از سرده آتیلاها است.